# Louis Krevel

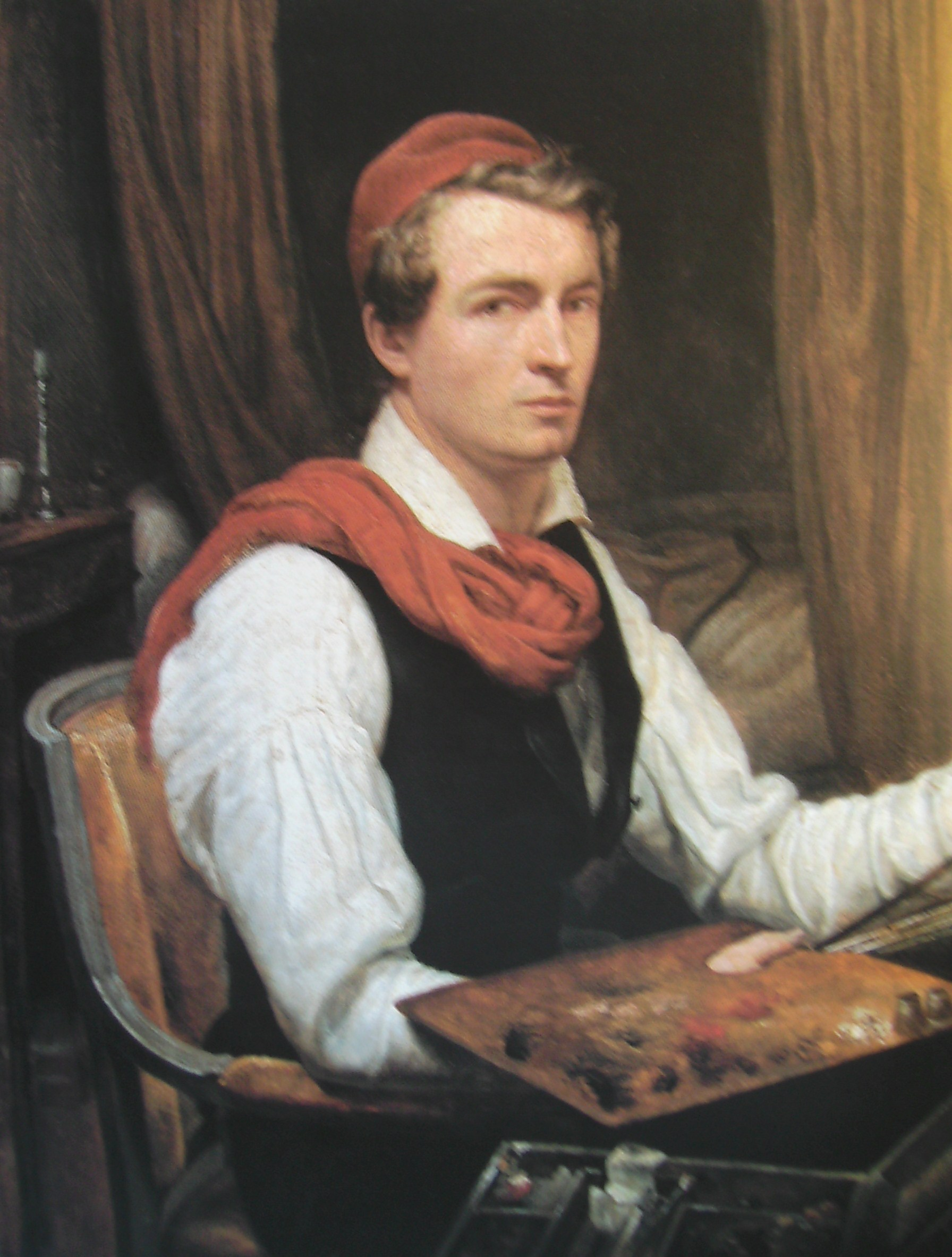
Selbstbildnis Louis Krevel (1827)

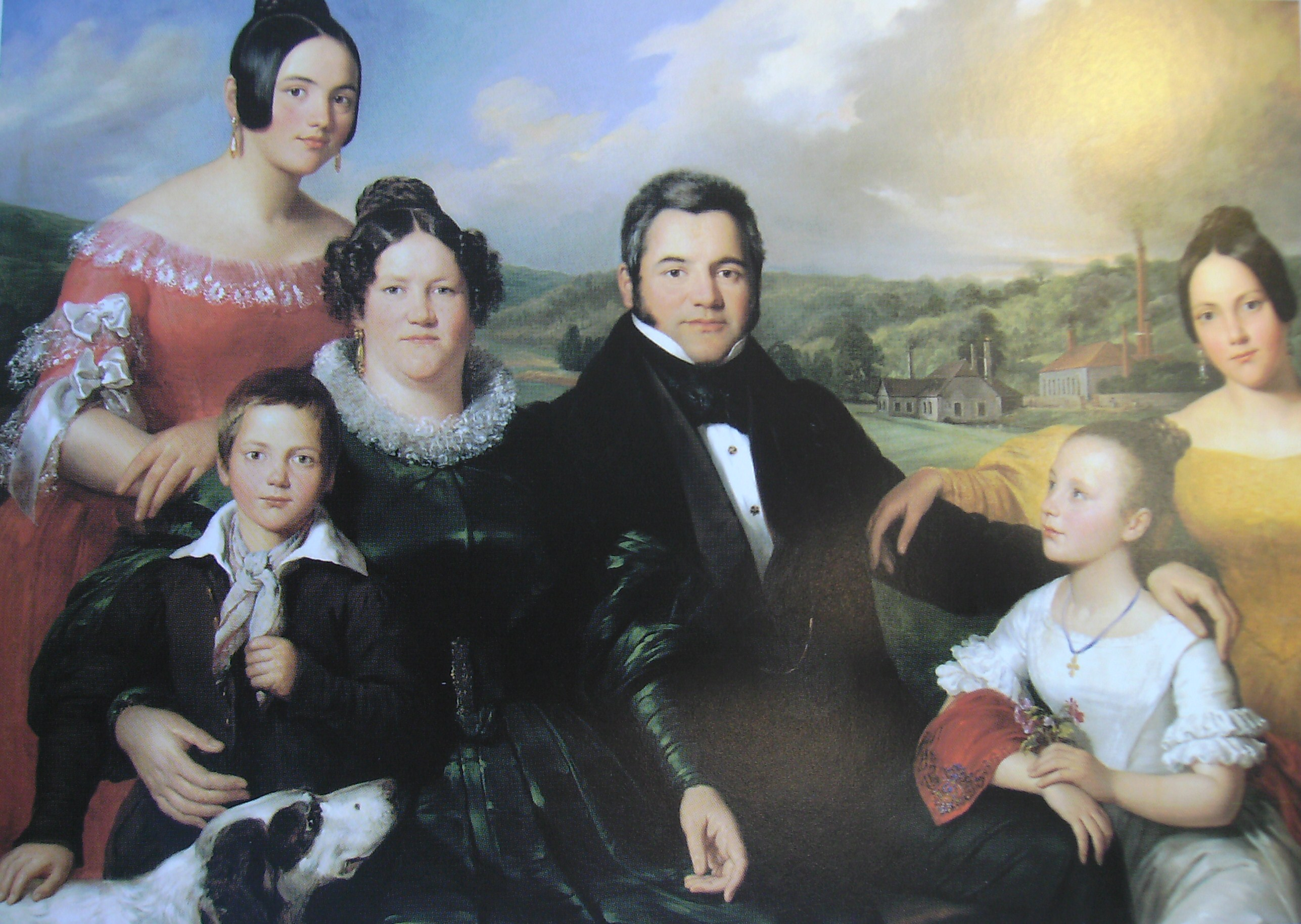
Krevel: Familie Krämer, Besitzer des St. Ingberter Eisenwerks

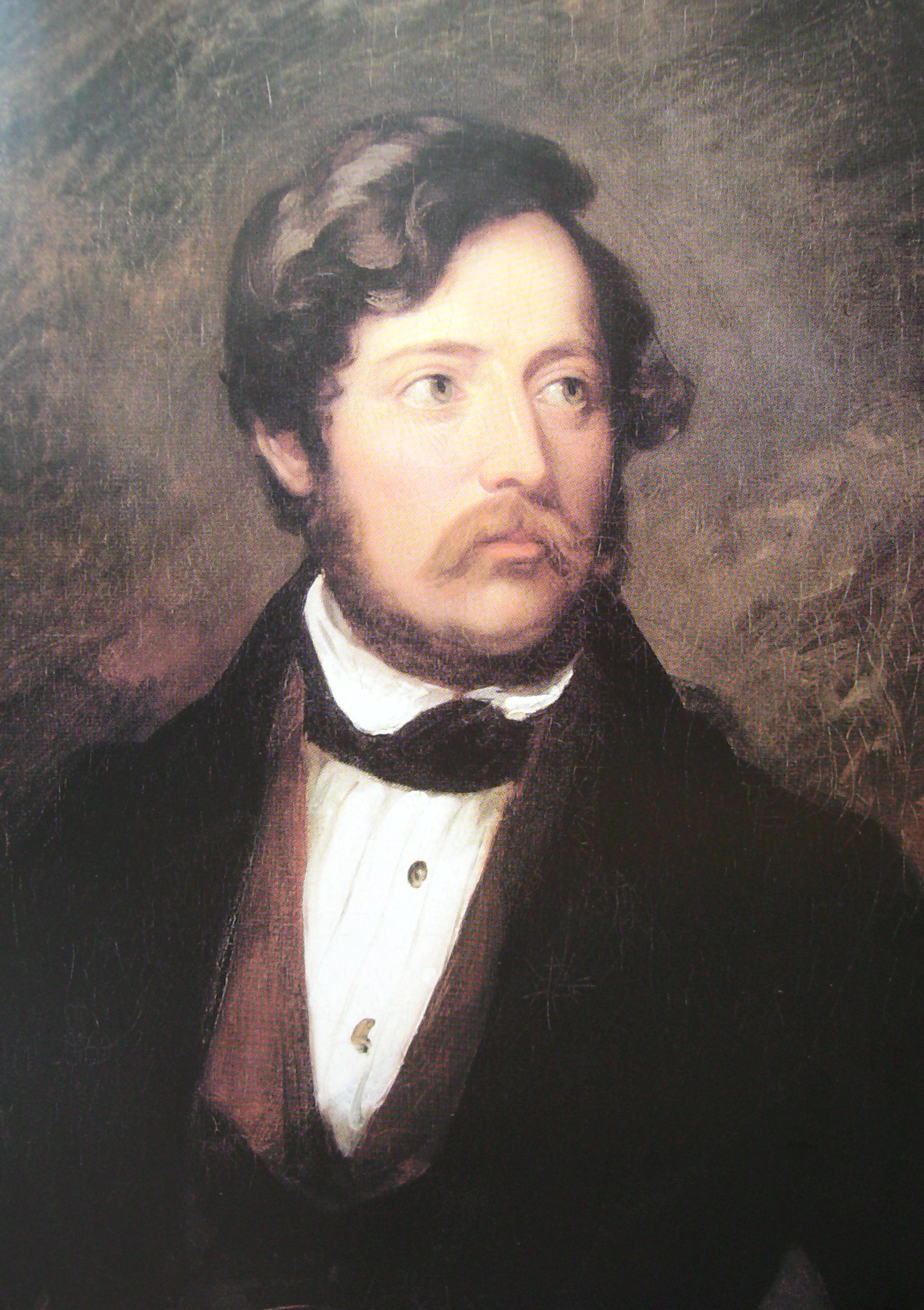
Krevel: Porträt des Malerkollegen Jakob Götzenberger (1834)

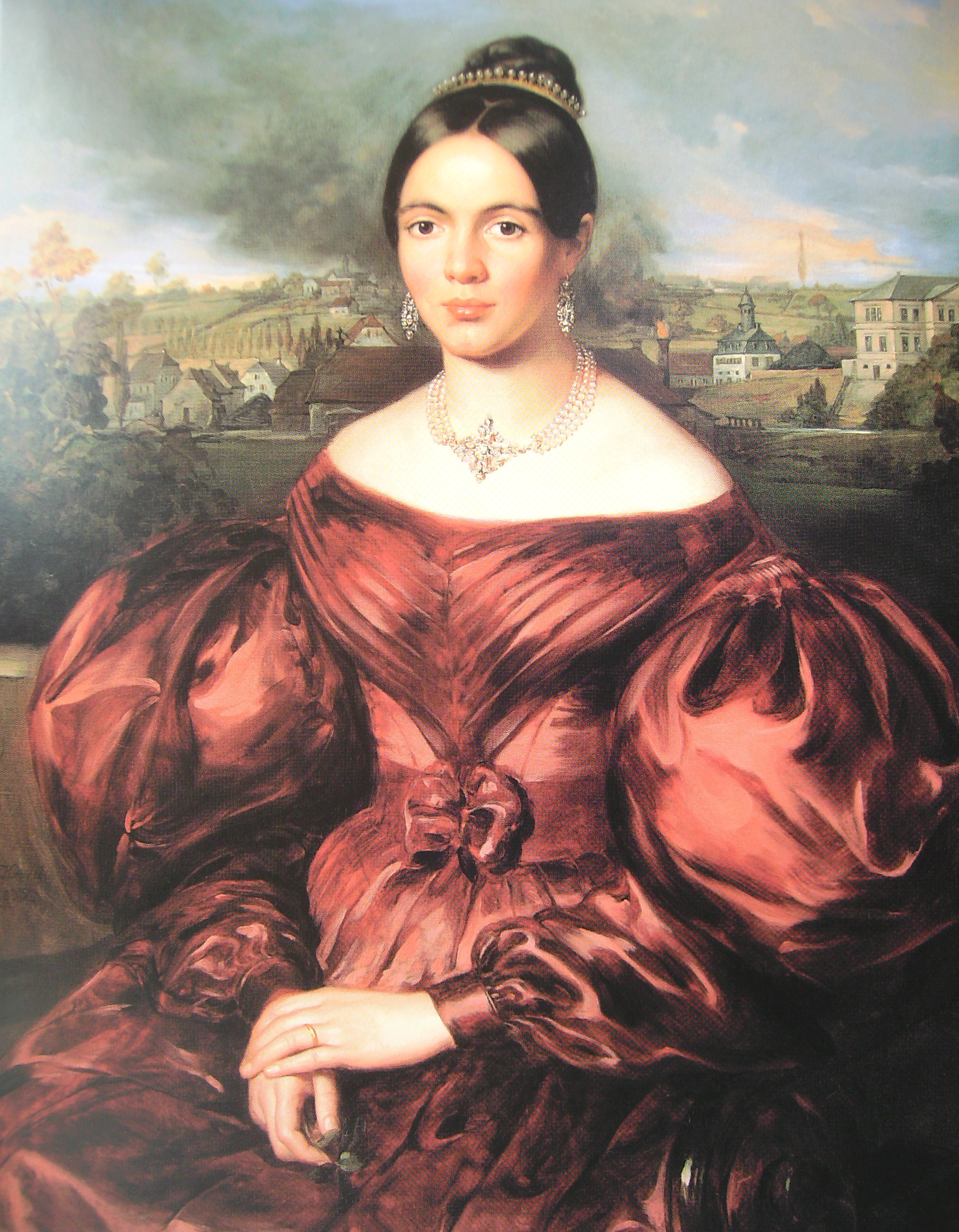
Krevel: Porträt Marie-Louise Stumm (1835)

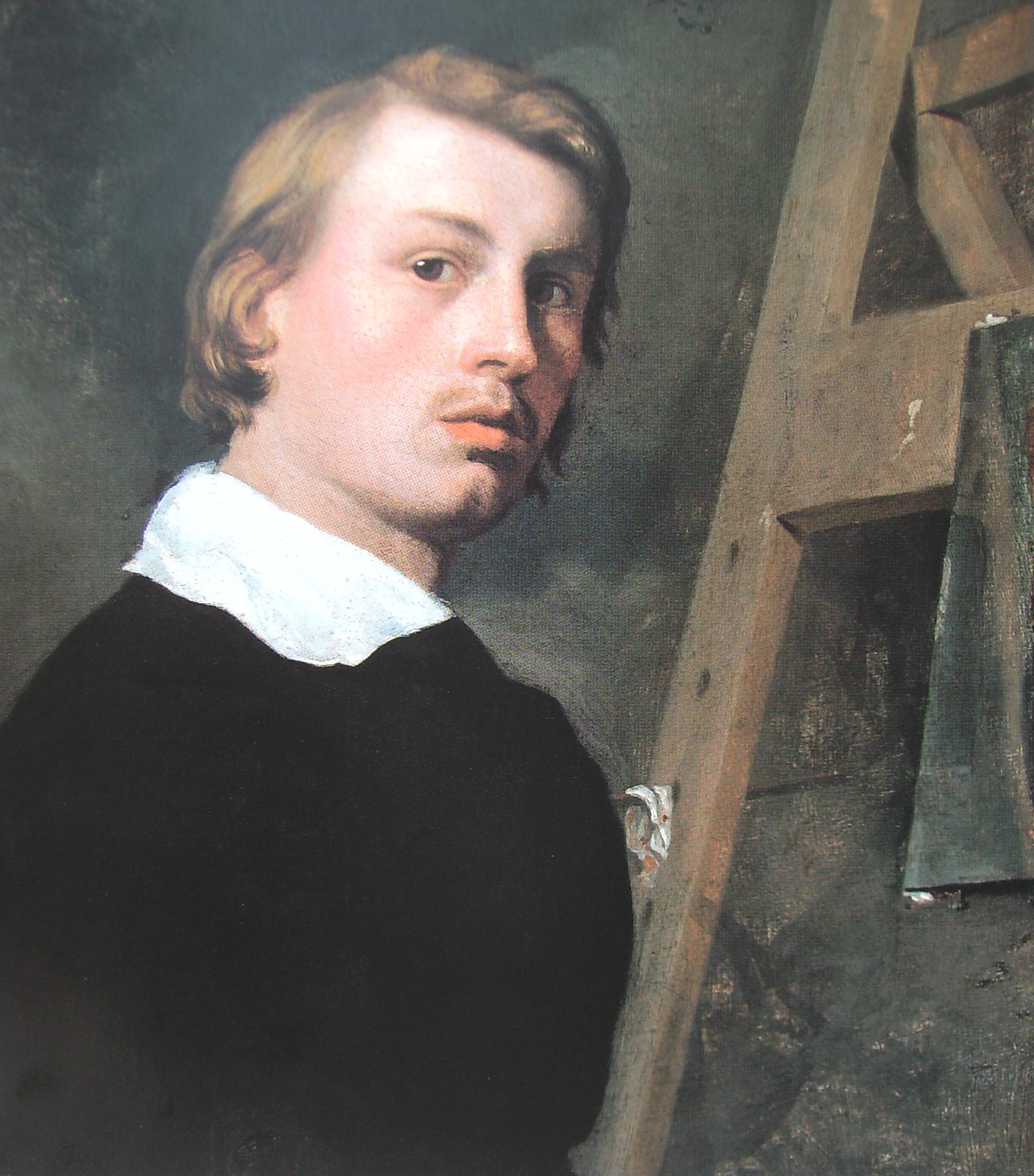
Selbstbildnis Louis Krevel (um 1820)

Louis Krevel (eigentlich: Friedrich Heinrich Ludwig Krevel; * 19. September 1801 in Braunschweig; † 14. Mai 1876 in Trier) war ein bedeutender deutscher Porträtmaler der Biedermeierzeit im südwestdeutschen Raum.

## Leben

### Jugend und Aufenthalt in Paris
Louis Krevel wurde als erstes Kind des Kunstmalers, Grafikers und Kunsthändlers Johann Hilarius Krevel und seiner Frau Johanne Henriette, geb. Räke, geboren. Der Vater war stets um die Entwicklung neuer grafischer Techniken bemüht; diese Grundhaltung dürfte auch ein grundsätzliches Interesse seines Sohnes an allem Neuen in der Malerei geweckt haben. Während seiner Kindheit musste Louis Krevel mit seiner Familie häufig umziehen, da der Vater durch diverse Aufträge zeitweise an die Örtlichkeiten Kassel und Braunschweig gebunden war. In den Anfangszeiten erhielt Louis Krevel von seinem Vater Zeichen- und Malunterricht. Danach nahm er Unterricht bei dem Maler Justus Krauskopf, der eine private „Mal- und Zeichenschule“ in Kassel betrieb. Krauskopf selbst war Schüler des renommierten Pariser Malers Jacques-Louis David. Durch diesen Kontakt konnte er seinen Schüler Krevel 1824 nach Paris vermitteln, wo dieser sich bei verschiedenen Porträtmalern fortbildete. Es existieren keine direkten Belege für ein Studium bei dem Pariser klassizistischen Maler Antoine-Jean Gros, doch stilkritische Vergleiche der beiden Maler belegen diese These. Im Alter von 26 Jahren wurde Krevel in Paris mit einem Porträtgemälde zum dortigen Salon von 1827 zugelassen. Durch den Eintritt in den Salon begann für den Künstler eine professionelle Malerkarriere, er wurde in den gesellschaftlichen Kreisen anerkannt. 1828 tauchte Krevels Name erstmals im Almanach des 25.000 adresses des principaux habitants de Paris auf; dort ließ er sich als Porträtmaler vermerken. Etwa zum gleichen Zeitpunkt eröffnete Krevel ein eigenes Atelier mit repräsentativen Ausstellungsräumen.
1828 erhielt Krevel eine bedeutende Auftragsarbeit: für die Stadt Sète schuf er die Kopie eines Gemäldes der Krönung Karls X., dessen Original der französische Maler François Gérard angefertigt hatte. Gérard galt zu seiner Zeit als beliebtester Porträtmaler des Empire. Da Krevel nicht alleine von Privataufträgen leben konnte, ist es sehr wahrscheinlich, dass er im Nebenerwerb als Dekorationsmaler tätig war; diesen Schluss lassen die dokumentierten Kontakte Krevels zu.

### Rückkehr nach Deutschland
Im Jahr 1830 zog Krevel wieder zurück nach Deutschland. Vermutlich bewog ihn der harte Konkurrenzkampf mit den Pariser Künstlern, in seine Heimat zurückzukehren. In den Folgejahren hielt sich der Künstler zunächst im westfälischen Raum auf, wie es Belege (Porträtaufträge und Ausstellungsbeteiligungen) nachweisen. 1836 ist ein erster Auftrag in der Saarregion dokumentiert, vier Jahre später beteiligte er sich erstmals an der Ausstellung der Berliner Akademie der Künste. Seinem ausgestellten Bild, einem Porträt von Prof. Edouard d’Alton, wurde große Aufmerksamkeit zuteil; so urteilte der junge Maler Adolf Menzel, es handele sich um „ein treffliches Porträt, das schönste der ganzen Ausstellung“. Auch der wohl bedeutendste und erfolgreichste Bildhauer des deutschen Klassizismus, Christian Daniel Rauch, lobte das Porträt, es übertreffe „… alles Vorhandene dieser Art“. Rauch war es auch, der versuchte, Krevel zum Wohnortswechsel nach Berlin zu überreden. Allem Anschein nach war es Krevel jedoch bewusst, dass er im Südwesten Deutschlands und insbesondere in Saarbrücken ohne Malerkonkurrenz war und er damit seine Auftragslage stabil halten konnte. 1837 wurde ein „männliches Bildnis“ Krevels zu einer Ausstellung des Kunstvereins für die Rheinlande und Westphalen in Köln zugelassen. Eine entsprechende Anmerkung in dem seinerzeitigen Ausstellungskatalog legt nahe, dass sich der Künstler in diesem Zeitraum längerfristig in Baden-Baden aufhielt.

### Wirken in der Saar-Region
Bis Mitte der 1840er Jahre sind zahlreiche Porträtaufträge aus Saarbrücken und der Saar-Region dokumentiert. In der Zeit von 1835 bis etwa 1845 reiste Krevel wiederholt in die Saar-Region, um Porträtaufträge durchzuführen. In dieser Zeit der prosperierenden Industrialisierung wurden in der Montan-Region an der Saar etliche neue Eisenwerke, Kohlegruben und sonstige Fabriken gegründet, die sich in Familienbesitz befanden. Aus diesen Dynastien heraus erhielt der Künstler die meisten seiner privaten Aufträge. Die für ihn wichtigsten Malaufträge kamen von den Familien Krämer (Eisenwerk St. Ingbert), von Stumm-Halberg und Böcking (Kohle und Eisenwerk) sowie Korn (Tuch- und Wollgarnfabrikation). Bereits vor dieser Zeit und auch danach arbeitete Krevel immer wieder an Aufträgen aus der Saar-Region. Krevel spielte in der Zeit des Biedermeier in der Region zwischen Saar und Mosel eine dominante Rolle als Porträtmaler. Er konnte mit seinen malerischen Fähigkeiten wie kein anderer die Erwartungen der neuen großbürgerlichen Schicht hinsichtlich ihres Bedürfnisses nach offizieller Repräsentation einerseits und andererseits nach einem idyllischen Familienambiente bedienen. Anhand der zahlreichen Krevelporträts von Mitgliedern saarländischer Industriedynastien lassen sich recht gut die seinerzeitigen engen familiären Verflechtungen dieser Kreise nachweisen.

### Kölner Zeit
Etwa Mitte der 1840er Jahre ließ sich Krevel in Köln nieder. Dies belegen Eintragungen in den städtischen Adressbüchern, die von 1848 bis 1865 nachzuweisen sind. 1842 wurde der Künstler Mitglied im Kölnischen Kunstverein und war an dessen Jahresausstellungen mehrere Male mit Porträtarbeiten und Genreszenen beteiligt. In diesem Zeitraum begab sich Krevel auf eine Italienreise, die durch einige seiner Arbeiten belegt ist. Während seiner Kölner Zeit war die Auftragslage des Künstlers wohl optimal, wie eine zeitgenössische Quelle belegt: „Unter den hier [in Köln, Red.] lebenden Porträtmalern hat Louis Krevel, dessen Bilder sich durch feine Ähnlichkeit und naturnahe Farbenfrische besonders auszeichnen, die meisten Bestellungen, da seine Bilder allgemein geschätzt sind, und das mit Recht“. Krevel hatte auch nachweislich Kontakt mit dem Mannheimer Kunstverein, der durch seine Malerfreundschaft mit dem in Mannheim ansässigen und dort recht einflussreichen Jakob Götzenberger entstand. 1856 ist eine weitere Beteiligung Krevels an einer Ausstellung der Berliner Akademie der Künste belegt (Brustbildnis eines Mannes und Porträt eines Knaben).

### Späte Jahre und Tod
1865 beendete Krevel die professionelle Porträtmalerei. Er zog sich in seine Privatsphäre zurück und übersiedelte nach Freiburg im Breisgau. Im Jahr 1873 erlitt er einen Schlaganfall und verlegte danach seinen Wohnsitz nach Trier zu seiner Schwester Jenny, die verwitwet war. Dort verstarb Louis Krevel am 14. Mai 1876 an den Spätfolgen des Schlaganfalls.

## Wirken

### Die Porträtkunst Krevels
Krevel schöpfte aus seiner Auseinandersetzung mit den großen Malerfiguren der Vergangenheit. Starke Einflüsse gingen von Rembrandt aus, dessen Porträtmalerei er im Rahmen seiner Italienreise kennenlernte. Einen ebenso starken Einfluss übte die Malerei von Jean-Auguste-Dominique Ingres auf ihn während seines Parisaufenthaltes aus. Der Künstler entwickelte „eine kraftvolle Modellierung, das klare Kolorit, die in ihrer Einfachheit überzeugende Pose, eine monumentalisierende Kontur [und] eine markante Physiognomie“ in seinem Malstil. Einen ebenso starken Einfluss nahm die Einbeziehung des neuen Realismus, der dem Zeitgeschmack entsprechend die frühere Phantasiegestaltung bei Porträts ablöste, in Krevels Malerei.
Krevels Stärke war nicht „die Gestaltung von bewegten Figurengruppen insbesondere deren psychische Durchdringung“. Ihm lag es mehr, zu porträtierende Personen sehr direkt darzustellen, sie in den Vordergrund zu rücken und ihnen damit eine erstaunlich kraftvolle physisch-psychische Präsenz zu verleihen. Dabei bevorzugt er fließende Konturen und klare Formen. In einigen Porträts versetzt Krevel seine Protagonisten in einen landschaftlichen Hintergrund, der oftmals die industrielle Umgebung der porträtierten Personen widerspiegelt. Der Künstler hatte bereits in jungen Jahren einen teilweise auch mondänen Stil gefunden, der „ihm später bei der Zufriedenstellung jener Industriellengattinen des Vormärzes nützlich war. Gerade in seinen repräsentativen Frauenbildnissen greift er zurück auf nachbarocke Elemente, die manchmal leicht aufdringlich wirken“.

Cartes-des-visite mit Fotoporträts von Krevel (1865 u. 1874)

Als Hauptwerke Krevels gelten seine Porträts der St. Ingberter Eisenwerk-Dynastie Krämer wie auch etliche Einzelporträts weiterer Unternehmerfamilien aus der Saar-Region. Die Einzelporträts zeigen häufig die jeweils zueinander gehörenden Ehegatten, sie sind größtenteils als Pendantbilder konzipiert.
Die neu aufkommende Technik der Fotografie mit ihren technischen Varianten (Heliografie, Daguerreotypie) traten ab etwa dem zweiten Drittel des 19. Jahrhunderts verstärkt in Konkurrenz zu der klassischen Porträtmalerei. Allerdings beschränkten sich die fotografischen Verfahren auf geringe Größen und Miniaturen, für die großformatige Porträt-Malerei stellte sie noch längere Zeit keine Konkurrenz dar. Die seinerzeitigen Porträt-Maler kamen dennoch in Kontakt mit dem neuen Medium, wie zwei „Cartes-de-visite“ mit fotografischen Porträts Krevels belegen, die er 1865 und 1874 anfertigen ließ. Die Wechselwirkungen zwischen der Fotografie und der Porträtmalerei im 19. Jahrhundert beschreibt Roland Augustin in einer ausführlichen Untersuchung.

### Werke (Porträts, Auswahl)
- 1820 (etwa) Selbstbildnis an der Staffelei (Öl/Leinwand)
- 1827 Selbstbildnis Pariser Zeit (Öl/Leinwand)
- 1834 Jakob Götzenberger (Öl/Leinwand)
- 1835 Marie-Louise Stumm (Öl/Leinwand)
- 1836 Carl Friedrich Stumm (Öl/Leinwand)
Philipp Heinrich Karcher (Öl/Leinwand)
Caroline Maria Karcher (Öl/Leinwand)
Elise Auguste Korn (Öl/Leinwand)
Georg Philipp Korn (Öl/Leinwand)
Henriette Christine Marie von Strantz (Öl/Leinwand)
Johann Ferdinand Stumm (Öl/Leinwand)
- 1837 Heinrich Böcking (Öl/Leinwand)
Familienporträt Philipp Heinrich Kraemer (Öl/Leinwand)
Familienporträt Friedrich Christian Kraemer (Öl/Leinwand)
Eduard Böcking (Öl/Leinwand)
Elisabeth Böcking (Öl/Leinwand)
- 1838 Heinrich Adolf Kraemer (Öl/Leinwand)
- 1839 Heinrich Rudolph Böcking (Öl/Leinwand)
Die Kinder Heinrich Adolf Kraemers (Öl/Leinwand)
Georg Philipp I. Korn (Öl/Leinwand)
Margarete Wilhelmine Henriette Korn (Öl/Leinwand)
- 1839/41 Caroline Clara Cramer (Öl/Leinwand)
- 1840 Emma und Friedrich Adolf Stumm (Öl/Leinwand)
Louise Böcking (Öl/Leinwand)
Ludwig Wilhelm Theodor Schmidt (Öl/Leinwand)
- 1840/45 Heinrich Böcking (Öl/Leinwand)
- 1845 Pauline von Scheibler (Öl/Leinwand)
Bernhard Christian von Scheibler (Öl/Leinwand)
Elise Natalie Karcher (Öl/Leinwand)
Eduard Karcher (Öl/Leinwand)
Sophie Johanna Philippine Schmidt (Öl/Leinwand)